# Tegecoelotes otomo
Tegecoelotes otomo là một loài nhện trong họ Amaurobiidae.
Loài này thuộc chi Tegecoelotes. Tegecoelotes otomo được miêu tả năm 2009 bởi Nishikawa.